# Sant Joan de Labritja
Sant Joan de Labritja är en kommun i Spanien. Den ligger i den autonoma regionen Balearerna i östra delen av landet. Antalet invånare är 6 948 (2024). Sant Joan de Labritja ligger på ön Ibiza.